# Stockholms Byggmästareförening
Stockholms Byggmästareförening är en 1889 bildad lokal branschorganisation för bygg-, anläggnings- och specialföretag. Föreningen företräder byggarna i Stockholm, Södertälje och på Gotland. För närvarande (2020) har föreningen omkring 950 medlemmar, de flesta är små och medelstora företag. Sedan 2019 heter föreningens ordförande Anders Arfvén.

## Historik
Stockholms Byggmästareförening grundades den 17 juni 1889. Då samlades Stockholms ledande byggmästare på numera rivna Hôtel du Nord vid Kungsträdgårdsgatan 8 för att bilda en lokal branschorganisation för bygg- och anläggningsarbeten. Initiativet togs efter den stora Mureri- och tegelbärarkonflikten i Stockholm samma år. Föreningen fick i uppgift att verka för sina medlemmar i förhållande till arbetarna och deras nya fackliga organisationer.

## Verksamhet

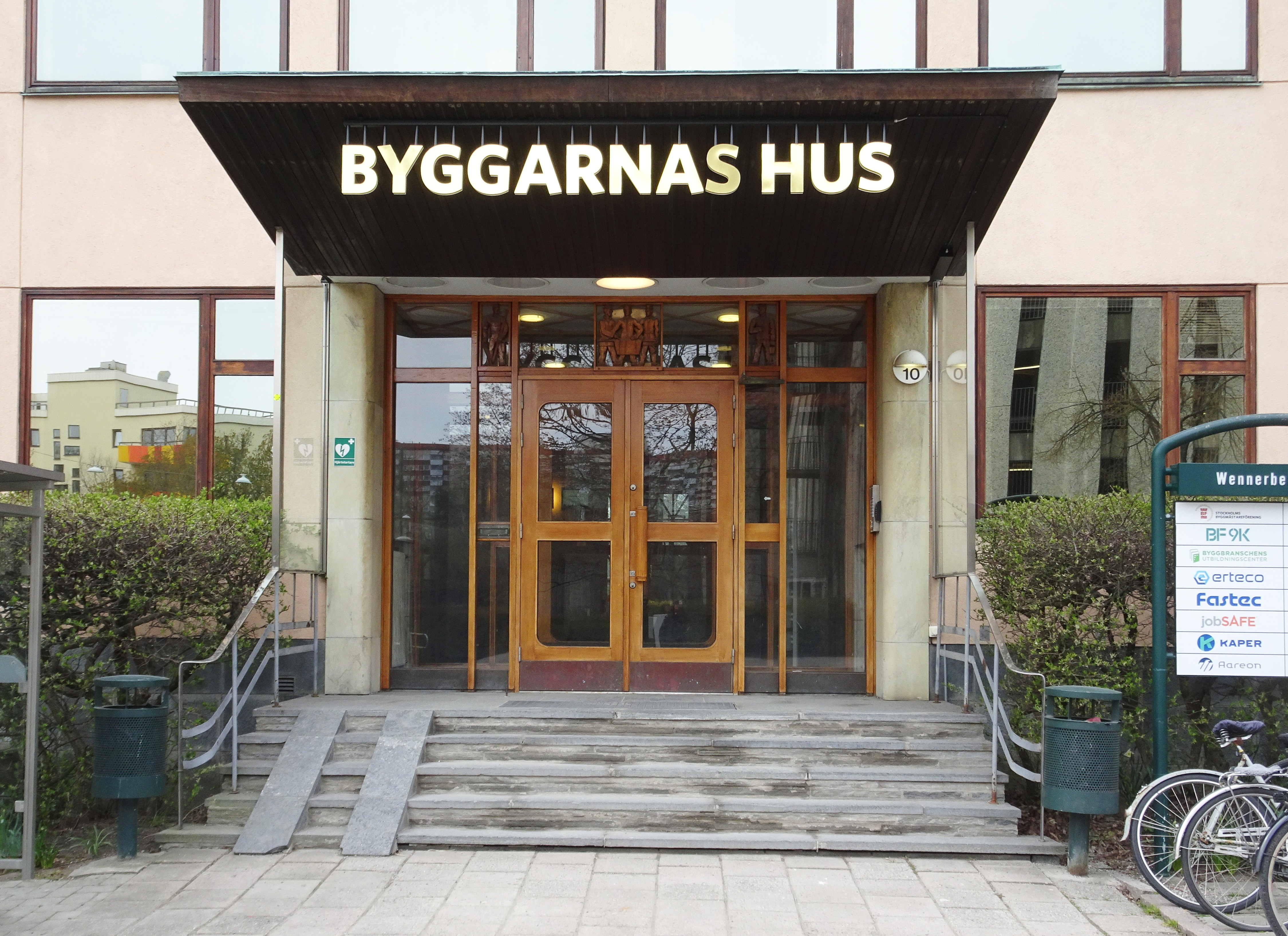
Byggarnas hus, april 2021.

År 1932 började Stockholms Byggmästareföreningen utge facktidskriften Byggindustrin som publicerar branschnyheter, reportage och artiklar inom teknik, bostäder, byggmaterial, ekonomi, arkitektur.
År 1960 kunde Byggmästareföreningen flytta sitt ett eget Byggarnas hus beläget vid Wennerbergsgatan 10 i Marieberg. Huset ritades av arkitekt Gustaf Clason och uppfördes av lärlingar under perioden 1959–1960. Samma år började föreningen sin kursverksamhet. 1964 började Stockholms Byggmästareförening administrera Eric Forss stipendiestiftelse. Stipendier delas ut till elever som har tidigare erfarenhet av byggbranschen.
År 1990 instiftades ROT-priset och delades ut första gången 1992, vinnaren var renoveringen av fastigheten Havssvalget 17 vid Storgatan 10 på Östermalam. Priset har därefter utdelats årligen. 1998 initierade föreningen bomässan Bygga Bo 98 som ägde rum från den 13 till den 28 augusti på Nybodahöjden. År 2000 lanserades ett nytt kvalitets- och miljöcertifieringssystem för byggbranschen kallat Bf9k. Året därpå certifierades de första medlemsföretagen.

## Kända medlemmar (urval)
- Johan Arvid Vallin, medlem 1898.
- Johan Bengtson, ordförande 1906-1908.
- Anders Ahlén, VD 1931-1948.
- Erik Dahl, styrelseledamot 1933-1968.
- Otto Alrutz, sekreterare 1902-1908.
- Olle Engkvist, hedersledamot 1964.
- Andreas Nordström, ordförande 1924-1926.
- Viktor Hanson, medlem 1918.
- Sven-Harry Karlsson, mätningsman 1959.